# Emma Boynet
 (janvier 2012).
Si vous disposez d'ouvrages ou d'articles de référence ou si vous connaissez des sites web de qualité traitant du thème abordé ici, merci de compléter l'article en donnant les références utiles à sa vérifiabilité et en les liant à la section « Notes et références ».
Véronique Adèle Emma Boynet, née le 12 octobre 1891 à Paris 9e et morte le 4 octobre 1974 à Paris 17e, est une pianiste française de renommée internationale. 

## Biographie et carrière artistique
Enfant, sa mère musicienne lui faisait donner des leçons de piano par une amie.
Le maître Cesare Galeotti, frappé par sa précoce fermeté technique et sa vive compréhension, la présente à son ami Isidor Philipp, professeur au Conservatoire national supérieur de musique et de danse de Paris.
Elle est admise dans la classe du maitre et en ressort premier prix de piano en 1910 à l’âge de 19 ans.
En 1913, elle a aussi pour maitre et ami Marcel Samuel-Rousseau.
1915, pendant la Première Guerre mondiale, toujours au conservatoire de Paris, elle est dans la classe d’Henri Dallier, où elle obtient un premier prix d’harmonie.
En 1919, son exécution de La Ballade de Gabriel Fauré aux concerts Pasdeloup la classe parmi les meilleures interprètes.
Elle enchaîne les succès chez Lamoureux, à la société des concerts, à l’orchestre symphonique, aux concerts Colonne.
Virtuose, son jeu attire les connaisseurs et lui vaut d’excellentes critiques.
Elle parcourt aux travers de grands concerts le Maroc, la Suisse, la Belgique, la Hollande, l’Espagne où elle rencontre Manuel de Falla.
Son pied-à-terre est toujours Paris où elle habite un appartement 63, boulevard Pereire, dans le 17e.
En 1931, elle est le témoin au mariage de son amie Madeleine Louise Jeannest, dessinatrice de mode, avec le peintre Georges Gimel, au Vésinet.
En 1934, elle revient d’une tournée de concerts aux États-Unis. Elle y illustre les conférences que fait son maître Isidor Philipp, enregistrées et diffusées à la Radio City de New York.
Elle enregistre des disques à la Victor Company.
En 1935, elle participe à Boston aux fêtes musicales organisées par le Boston Symphony, pour célébrer le centenaire de la naissance de Camille Saint-Saëns.
Elle est la pianiste favorite de Serge Koussevitzky, chef d’orchestre du Boston Symphony, qui l’engage pour de nombreux concerts. 
Elle joue aussi en soliste à l'Orchestre philharmonique de New York.
Elle enchaîne les concerts, jouant Claude Debussy, Maurice Ravel, Camille Saint-Saëns, Vincent d'Indy, César Franck, Charles Kullman, Gabriel Fauré, etc.
Elle joue aussi avec d’autres chefs d’orchestre tels que Charles Munch qui succède à Serge Koussevitzky au Boston Symphony, ou Leopold Stokowski.
Elle est renommée pour ses interprétations de Gabriel Fauré. Elle reste toujours professionnellement liée à Isidor Philipp. Elle est  aussi associée au pianiste et compositeur suisse Rudolph Ganz. Parmi ses élèves américains, se distinguent Anthony Makas, Mildred Gerson et Violet Oulbegian (1921-2014).
Elle cesse de jouer en constatant l'imperfection venue avec l'âge.
Elle meurt le 4 octobre 1974 à son domicile du 18 boulevard Pereire à #Paris17.

## Discographie
The Complete Solo 78-rpm Recordings and Fauré LPs. 2 CD APR 6033 (1932-1952)

## Sources
- Archives familiales Recoura, Warmé.
- Gil Blas, les concours du conservatoire : le 9 juillet 1910.
- Boston Evening, article de Moses Smith, 1936.
- The New York Times, article d'Olin Downes, 1938.
- Chicago Tribune, article d'Edward Barry, 1939.
- Journaux non localisés : articles d'Omer Singelee et de Madeleine Portier.
- Emma Boynet (piano), The Complete Solo 78-rpm Recordings and Fauré LPs (rec. 1933-1952), APR Recordings, The French Piano School, vol. 7, APR 6033, 2021.